# Erik Bohlin
Erik Bohlin (n. 1 iunie 1897, Orsa, Comitatul Dalarna, Suedia – d. 8 iunie 1977, Orsa, Comitatul Dalarna, Suedia) a fost un ciclist suedez, medaliat olimpic. A participat la o ediție a Jocurilor Olimpice (1924) în care a câștigat o medalie de bronz.

## Participări
Lista de mai jos prezintă principalele competiții la care a participat Erik Bohlin de-a lungul carierei.
- cyclisme aux Jeux olympiques d'été de 1924 – course sur route par équipe hommes[*]